# George Pataki
George Elmer Pataki, född 24 juni 1945 i Peekskill, New York, är en amerikansk jurist och republikansk politiker. Han var delstaten New Yorks guvernör 1995 till 2006.

## Biografi
Patakis familj är av ungersk härkomst. Han tog examen vid Yale University 1967 och Columbia University 1970.
Han valdes till Peekskills borgmästare 1981, ledamot i New Yorks delstatsförsamling från 1985 och därefter vald 1992 till New Yorks senat.
I 1994 års guvernörsval i delstaten New York besegrade George Pataki den sittande demokratiske guvernören Mario Cuomo. I sin valkampanj krävde han budgetdisciplin, skattesänkningar och en bättre miljö. Han återvaldes 1998 med siffrorna 54 emot 33 procent, och 2002 vann han med 49 procent av rösterna mot demokraten Carl McCalls 33 procent och den obundne Tom Golisanos 14 procent. Han fick nationell uppmärksamhet i sin guvernörsroll samband med 11 september-attackerna 2001 och den efterföljande återuppbyggnaden på nedre Manhattan.
Inför presidentvalet 2008 och presidentvalet 2012 omnämndes Pataki som en möjlig kandidat. Den 28 maj 2015 tillkännagav Pataki sin kandidatur inför presidentvalet 2016. 29 december 2015 drog han dock tillbaka sin kandidatur till följd av lågt stöd bland väljarna.